# 대한민국 철도청 4200호대 디젤 기관차
4200호대 디젤 기관차는 대한민국의 디젤 기관차이다. 4000호대 디젤 기관차와 유사한 형태이나 운전실 형태 등이 다르며, 차량의 앞쪽은 현재 사용되고 있는 특대형 디젤 기관차와 외형이 비슷하다. 일부 기관차는 한국철도시설공단 오송기지에서 고속선 공사로 사용되었다.일명은 특대형기관차의 숏바디기관차라고 불린다.

## 현황
1967년에 22량을 도입하였다. 일부 차량은 한국철도시설공단에서 고속철도 건설을 위해 인수하여 사용하다가, 2008년부터 2012년까지 1량을 제외하고 모두 고철 매각되었다. 총 3량이 보존되고 있다.
| 차호   | 시리얼 | 도입 시기  | 운행 중단 시기 | 비고 |
| ------ | ------ | ---------- | -------------- | --- |
| 4201호 | 32892  | 1967년 7월 | 2004년         | 경부고속철도 건설을 위해 한국고속철도건설공단에서 인수하였다가 2012년 4월 코레일에서 재인수하였다. 대전철도차량정비단 야외 전시장에서 보존되고 있으며, 한국철도공사 선정 철도기념물로 지정되었다. |
| 4202호 | 32893  | 1967년 7월 | 2004년         | 2005년 고철 매각되었다. |
| 4203호 | 32894  | 1967년 7월 | 2004년         | 2005년 고철 매각되었다. |
| 4204호 | 32895  | 1967년 7월 | 2004년         | 경부고속철도 건설을 위해 한국고속철도건설공단에서 인수하였다가 2012년 고철 매각되었다. |
| 4205호 | 32896  | 1967년 7월 | 2004년         | 2005년 고철 매각되었다. |
| 4206호 | 32897  | 1967년 7월 | 2004년         | 경부고속철도 건설을 위해 한국고속철도건설공단에서 인수하였다가 2008년 고철 매각되었다. |
| 4207호 | 32898  | 1967년 7월 | 2004년         | 2005년 고철 매각되었다. |
| 4208호 | 32899  | 1967년 7월 | 2004년         | 2005년 고철 매각되었다. |
| 4209호 | 32900  | 1967년 7월 | 2004년         | 민간이 구매하여 전라남도 보성군에 있었으나 현재 고철 매각되었다. |
| 4210호 | 32901  | 1967년 7월 | 2004년         | 경부고속철도 건설을 위해 한국고속철도건설공단에서 인수하였다가 2012년 고철 매각되었다. |
| 4211호 | 32902  | 1967년 7월 | 2004년         | 2005년 고철 매각되었다. |
| 4212호 | 32903  | 1967년 7월 | 2004년         | 경부고속철도 건설을 위해 한국고속철도건설공단에서 인수하였다가 2012년 고철 매각되었다. |
| 4213호 | 32904  | 1967년 7월 | 2004년         | 2005년 고철 매각되었다. |
| 4214호 | 32905  | 1967년 7월 | 2004년         | 영상의 초반부에 아주 잠깐 등장하였으나 2005년 고철 매각되었다. |
| 4215호 | 32906  | 1967년 7월 | 2004년         | 경부고속철도 건설을 위해 한국고속철도건설공단에서 인수하였다가 2008년 고철 매각되었다. |
| 4216호 | 32907  | 1967년 7월 | 2004년         | 영동선 마차리역에 있다가, 정선선 구절리역으로 옮겨져서 기차 펜션으로 쓰이고 있다. 대차 아레에 말벌이 서식하고 있다. 퇴치가 되었다.                                                                |
| 4217호 | 32908  | 1967년 7월 | 2004년         | 전라남도 곡성군 섬진강 기차마을 가정역에 레이디버드 관광열차 도색을 한 채로 보존 중이다. |
| 4218호 | 32909  | 1967년 7월 | 2004년         | 경부고속철도 건설을 위해 한국고속철도건설공단에서 인수하였다가 2012년 고철 매각되었다. |
| 4219호 | 32910  | 1967년 7월 | 2004년         | 경부고속철도 건설을 위해 한국고속철도건설공단에서 인수하였다가 2012년 고철 매각되었다. |
| 4220호 | 32911  | 1967년 7월 | 2004년         | 경부고속철도 건설을 위해 한국고속철도건설공단에서 인수하였다가 2008년 고철 매각되었다. |
| 4221호 | 32912  | 1967년 7월 | 2004년         | 2005년 고철 매각되었다. |
| 4222호 | 32913  | 1967년 7월 | 2004년         | 경부고속철도 건설을 위해 한국고속철도건설공단에서 인수하였다가 2012년 고철 매각되었다. |